# Daniela di Giacomo
Pour les articles homonymes, voir Di Giacomo.
Daniela Anette di Giacomo di Giovanni (née le 5 mai 1985 à Caracas, Venezuela) est un mannequin vénézuelien, présentatrice d'émissions sur Venevisión, et Miss Venezuela international 2005 et Miss International 2006.
Sa victoire à la 46e édition de Miss International, remportée à Pékin, fut le cinquième titre pour le Venezuela dans l'histoire du concours, faisant alors de lui, le pays le plus couronné. Daniela di Giacomo reçut une couronne neuve de cristal à la place de la traditionnelle couronne de perles. Elle reçut aussi un chèque de 3 millions de yen, une tiare de diamant de Maki avec 637 diamants, et un trophée en porcelaine kutani bleue de Yasokichi Tokuda III.
Issue d'une famille italo-vénézuelienne, sa carrière de mannequin commence à Paris et à Milan à l'âge de dix-sept ans. Elle étudie à l'Université Monte Avila à Caracas et parle l'anglais, le français et l'italien en sus de l'espagnol. Elle s'oppose à la chirurgie esthétique, car elle trouve qu'une vraie beauté se doit d'être innée et non faite.
| Miss Universe      | Zuleyka Rivera     |
| Miss World         | Taťána Kuchařová   |
| Miss Earth         | Hil Hernandez      |
| Miss International | Daniela di Giacomo |

Avant de remporter le concours de Miss International, Daniela di Giacomo a aussi concouru à Miss Monde Café au Guatemala, où elle atteint les finales, et elle gagna le titre de miss photogénique. 
Elle présente des émissions de théâtre sur la chaine Televen. 

## Sources
- (es) Cet article est partiellement ou en totalité issu de l’article de Wikipédia en espagnol intitulé « Daniela Di Giacomo » (voir la liste des auteurs).